# 维莱伊乌斯·帕特尔库鲁斯

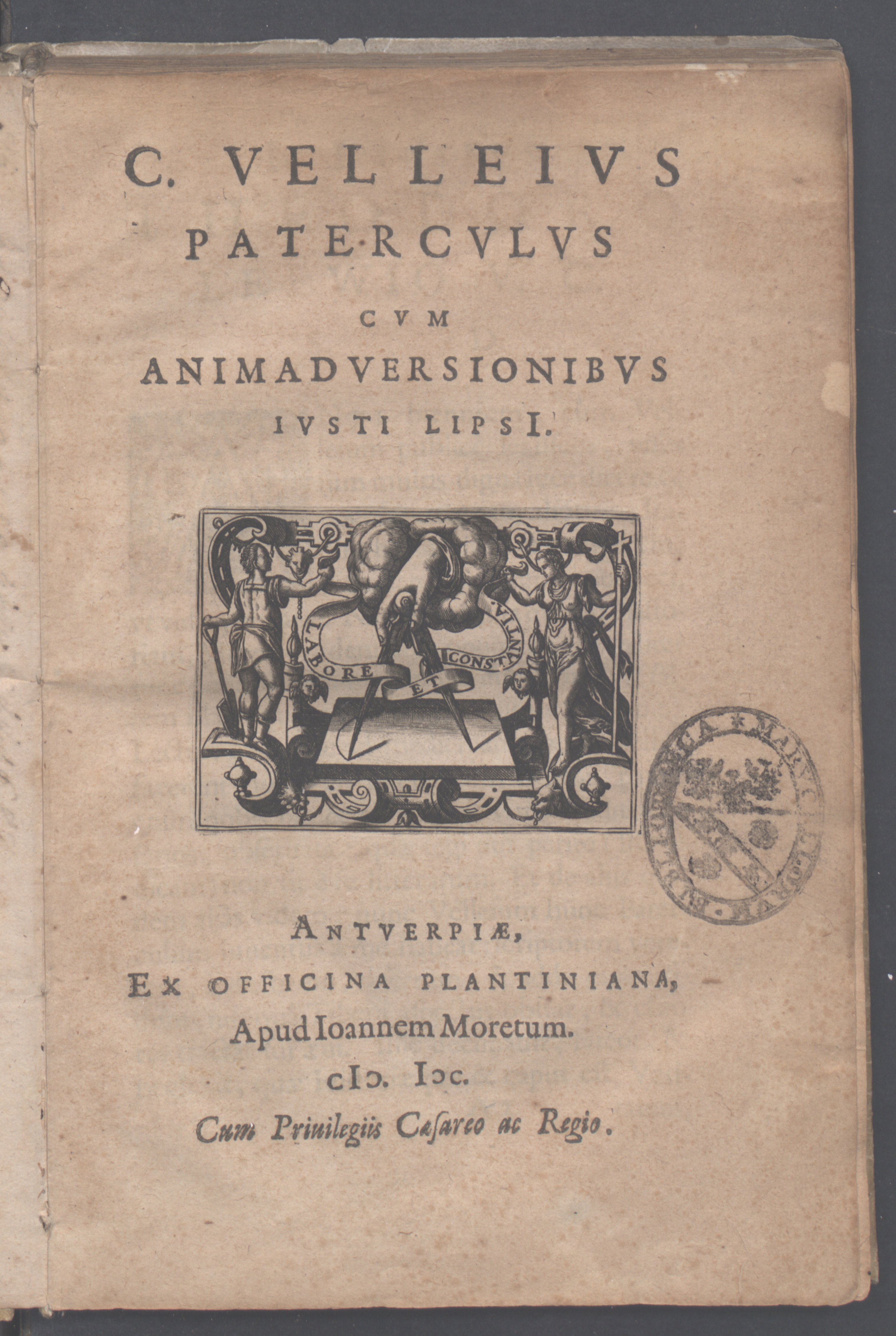
Historia romana, 1600

维莱伊乌斯·帕特尔库鲁斯（Velleius Paterculus），约活动于公元前1世纪前后。他生于坎帕尼亚，后参军服役。他是一位历史学家，著有二卷本的《罗马史》，记述了自神话时代到30年罗马历史，卷一现已不完整，书中包括对拉丁文学发展过程的论述。